# Ivan Mechtchaninov
Ivan Ivanovitch Mechtchaninov (Ива́н Ива́нович Мещани́нов, translit. savante: Ivan Ivanovic Meščaninov), né le 24 novembre (6 décembre 1883) à Oufa et mort le 16 janvier 1967 à Léningrad, est un savant soviétique et russe, spécialiste de linguistique et d'archéologie.

## Biographie
Ivan Mechtchaninov est le fils d'un juriste, Ivan Vassilievitch Mechtchaninov, ancien sénateur ayant acquis la noblesse héréditaire. Après des études de droit à l'université impériale de Saint-Pétersbourg, il s'intéresse à l'archéologie, d'abord comme amateur, puis comme professionnel, principalement sur les cultures du Caucase et de la région de la mer Noire, où il a participé à des fouilles. En raison de son intérêt pour l'histoire, il devient l'élève de Nicolas Marr, qu'il suivra finalement en tant que théoricien linguistique, puis en tant que chef intellectuel de la linguistique soviétique.
Il est élu en 1932 à l'Académie des sciences d'URSS. Il est secrétaire du département de littérature et de linguistique de l'Académie. De 1933 à 1937, il est directeur de l'Institut d'anthropologie, d'archéologie et d'ethnographie. À partir de 1935, il dirige l'Institut Marr pour le langage et la pensée (maintenant l'Institut de recherche linguistique de l'Académie des sciences de Russie (Институт лингвистических исследований РАН).
En 1945, Mechtchaninov reçoit l'étoile d'or en tant que Héros du travail socialiste, en 1943 et 1946 un Prix Staline. Il reçoit également l'ordre du Drapeau rouge du Travail et un ordre de Lénine.
Mechtchaninov n'avait aucune formation linguistique ni historique. Ses premiers travaux (par exemple Introduction à la Japhétitologie) sont des interprétations non critiques des théories de Marr. Après la mort de Marr, cependant, il cesse de propager des déclarations manifestement fantasques de la Nouvelle Doctrine du Langage et s'efforce d'exprimer ses vues sur la stadialité du développement du langage à travers le matériel de la typologie du langage pour étayer ce qui a fait de lui un pionnier russe de la typologie des langues.
Mechtchaninov a développé une théorie de la relation entre les parties du discours et les parties de phrases, a écrit des travaux sur incorporation, ainsi que sur l'idée des catégories conceptuelles sous-jacentes, les catégories linguistiques (qu'avant lui Otto Jespersen avaient entrepris de la même manière). De plus, il a beaucoup traité de la langue urartéenne.
Avec le rejet du marrisme par Staline en 1950, Mechtchaninov perd ses postes de directeur de l'Institut Marr et de secrétaire du Département de langue et littérature de l'Académie. Cependant, il a pu continuer à travailler car il n'a pas été privé de ses diplômes universitaires ni de ses récompenses. Il s'est probablement avéré utile que Staline, dans son article de journal critique contre le marrisme, se soit prononcé expressément en faveur de l'honnêteté de Mechtchaninov.

## Quelques publications
- Эламские древности [Antiquités élamites], Pétrograd, 1917;
- Халдоведение. История древнего Вана [Études de l'Ourartou. Histoire de l'ancien Van], Bakou, 1927;
- Введение в яфетидологию [Introduction à la japhétidologie], Léningrad, 1929;
- Язык Ванской клинописи [La Langue cunéiforme de Van], Léningrad, 1935;
- Новое учение о языке. Стадиальная типология [Nouvelle doctrine du langage. Typologie stadiale], Léningrad, 1936;
- Общее языкознание [Linguistique générale], Léningrad, 1940;
- Члены предложения и части речи [Membres d'une phrase et parties du discours], Moscou-Léningrad, 1945;
- Глагол [Le Verbe], Léningrad, 1949;
- Грамматический строй урартского языка [Structure grammaticale de la langue urartéenne], t 1-2, Léningrad, 1958-1962;
- Структура предложения [Structure de la phrase], Moscou-Léningrad, 1963;
- Эргативная конструкция в языках различных типов [Construction ergative dans différents types de langues], Léningrad, 1967.